# 里克·卡莱尔

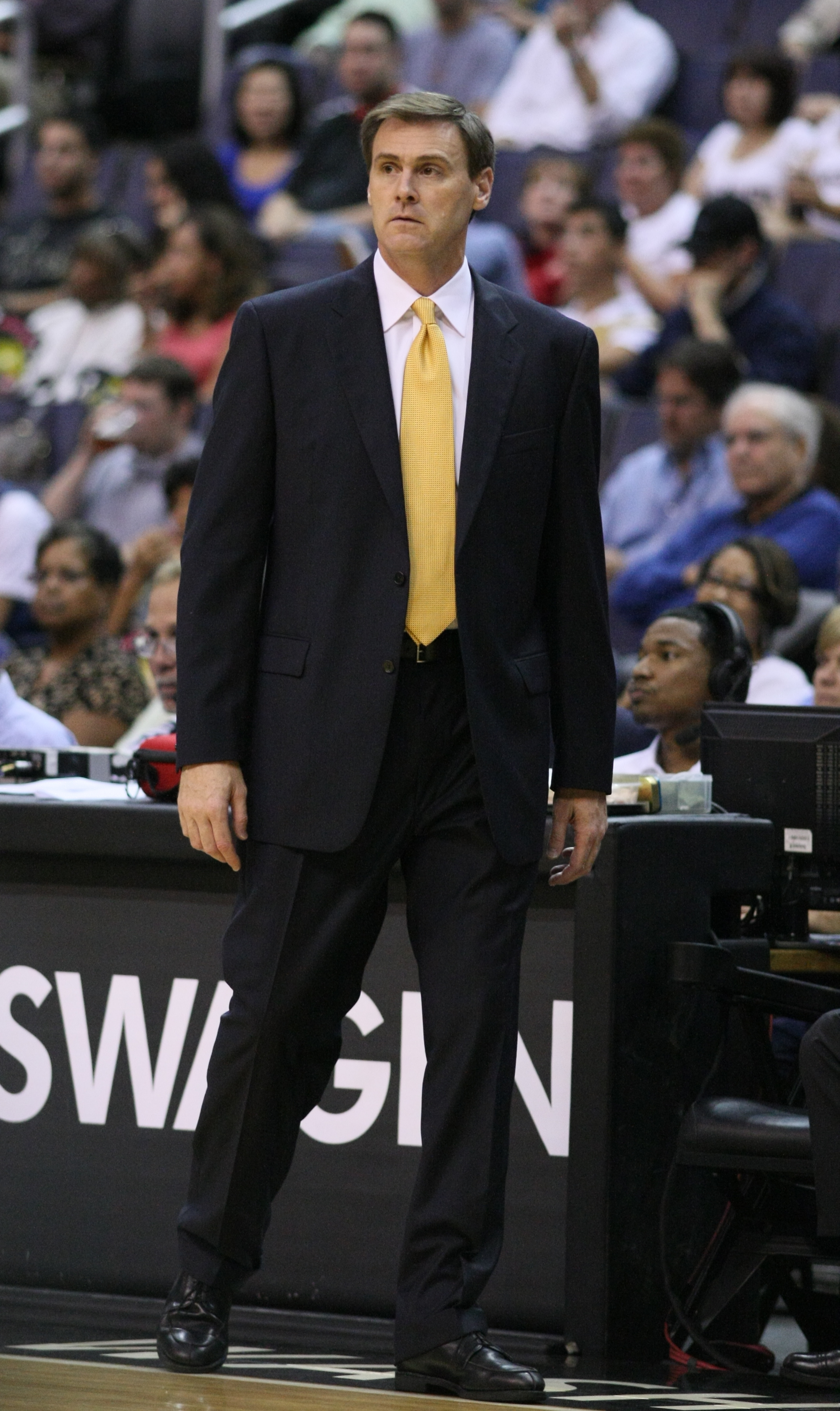
Carlisle coaching the Mavs (2009)

里克·卡莱尔（英語：Rick Carlisle，1959年10月27日—），出生於紐約，美国籃球運動員、教练。在退役之後，曾執教過NBA球隊印第安纳溜馬、底特律活塞和達拉斯獨行俠，目前是印第安纳溜馬的總教練。他也是作为球员和作为教练赢得NBA总冠军的11人中的一人。

## 球員年代

### 波士頓塞爾提克
卡萊爾在綠衫軍上場時間不多，於1986年隨隊獲得一枚冠軍戒指。

### 奧爾巴尼地主(CBA)
卡萊爾在奧爾巴尼地主打了一個賽季，其總教練Bill Musselman為CBA年度最佳教練。

### 紐約尼克
卡萊爾在尼克隊打了一個賽季，隔年因傷整季報銷。

### 紐澤西籃網
卡萊爾在籃網打了一季，隨後便退休轉任球隊助理教練。

## 教練年代

### 底特律活塞
卡萊爾是從2001年開始自己的教練生涯的，當時任命他為主教练的球隊是底特律活塞。他在活塞執教了兩個賽季，在例行賽中，球隊獲得了50勝32負的成績，但卻一直没有完成活塞隊衝入總决賽的目標。2003年，活塞隊結束了他的教練職務，接替的是前費城76人隊的總教練拉里·布朗。

### 印第安纳步行者
卡萊爾率領印第安納溜馬在東區取得61勝21敗的最佳戰績，創下了溜馬隊單季最多勝紀錄，可惜在東區決賽以2-4負於底特律活塞。奧本山皇宮事件即是發生在卡萊爾總教練任期內。

### 達拉斯獨行俠
2008年5月9日，卡莱尔與達拉斯獨行俠簽約，成為新一任的達拉斯獨行俠教練。
2008-09 NBA賽季，他帶領獨行俠以50-32完成常規賽，包括首輪4-1戰勝第三種子聖安東尼奧馬刺。但在西部聯盟半決賽中，以1-4敗於丹佛金塊。
2009-10 NBA賽季，卡莱尔帶領獨行俠第二年以55-27完成常規賽，也拿下西組賽區冠軍，但在首輪2-4輸給了第七種子聖安東尼奧馬刺。
2010-11 NBA賽季，卡莱尔帶領獨行俠第三年以57-25完成常規賽，包括首輪4-2戰勝波特蘭拓荒者，原本第四戰前三節打完獨行俠領先18分，但是沒想到小牛到第四節得到2分後，之後在防守上開始鬆懈，最終被拓荒者演出大逆轉，到了第五戰小牛就沒有再犯前一場鬆懈的毛病，最終小牛淘汰拓荒者。季后赛第二轮，獨行俠以4:0横扫09-10赛季的冠军湖人队挺进西部决赛。西區決賽碰上前一輪跟老八的灰熊打到七戰才出線，甚至在第三、四戰共打了四度延長賽的雷霆隊，最終以4-1淘汰雷霆，小牛繼2006年之後，再度打進總決賽，將和東區的熱火爭奪2011年總冠軍。最終以4-2的總比分擊敗熱火，卡萊爾執教生涯第一座NBA總冠軍，也是生涯第二枚冠軍戒指。隔年在首輪被新星強權第二種子雷霆隊給橫掃衛冕失利。
2013-14 NBA賽季，卡莱尔帶領獨行俠49勝33負排名西區第八，經過一季後再度打進季後賽，首輪遇上了曾經的老對手-聖安東尼奧馬刺，這也讓人們回憶到馬刺在季後賽曾被對手的黑六之痛和黑七之痛止步首輪，那對手正是小牛。不過現在就不一樣，馬刺第一場以90-85輕鬆的戰勝了對手。可到了第二場，他們表現並不出色。全隊出現24次失誤。在主場以92-113慘敗給獨行俠(小牛)，被1-1追平。第三場在大好開局的情況下，卻遭到了文斯·卡特的絕殺。馬刺以108-109惜敗給獨行俠(小牛)，系列賽1比2落後。到第四場，多虧了迪奧的關鍵三分和吉諾比利的罰球，93比89終於戰勝獨行俠。系列賽2比2打平。第五場，由於獨行俠隊中的布萊爾因為踢人遭禁賽，馬刺隊再次109比103打敗對手，系列賽3比2領先。第六場獨行俠隊不想輸的情況下113比111，將戰局拉到马刺主场。第七場最後96比119，以3比4不敵馬刺，獨行俠遺憾未能以贈予「黑八之痛」結束球季。
2014-15 NBA賽季，獨行俠最後以50勝32負排名西區第七，連續兩季再度挺進季後賽，首輪遇上了西區第二和西南組冠軍對手-休士頓火箭，第五場獨行俠人手短缺最後94比103落敗，以1比4不敵休士頓火箭，連續兩季都是第一輪止步。
2015-16 NBA賽季，獨行俠終場103比93送給湖人3連敗，卡莱尔則成為小牛隊史最多勝總教練。這1勝對卡莱尔來說極具意義，340勝超越名人堂教頭唐·尼爾森的339勝成為隊史最多勝教頭，而且第561場就達成340勝，比尼爾森的590場339勝還要快。然而，卡莱尔執教生涯621勝僅是史上最多勝的尼爾森(1335)一半不到。
達拉斯小牛與總教練卡萊爾續約5年，ESPN透露價碼為3500萬美元，卡萊爾持續帶領獨行俠(小牛)到2021-22年賽季，同時也是NBA薪資最高的教練。
達拉斯小牛隊今天主場108-82戰勝了來訪的洛杉磯快船隊，憑藉這場胜利，小牛主帥里克-卡萊爾執教生涯總勝場數達到了700場，成為NBA歷史上第18位達成這一成就的教練。
2021年6月17日卡萊爾辭去了獨行俠主教練的職務，合同還剩兩年。

### 回归印第安纳步行者
2021年6月24日，卡莱尔相隔14年再次回归，與印第安納步行者簽下四年2900萬合約。

## 主教练战绩
| 隊伍 | 年份    | 常規賽 | 常規賽 | 常規賽 | 常規賽 | 常規賽         | 季後賽        |
| 隊伍 | 年份    | 比賽   | 勝     | 負     | 勝率   | 排名           | 季後賽        |
| ---- | ------- | ------ | ------ | ------ | ------ | -------------- | ------------- |
| DET  | 2001-02 | 82     | 50     | 32     | .610   | 中央赛区第一名 | 第二輪失利    |
| DET  | 2002-03 | 82     | 50     | 32     | .610   | 中央赛区第一名 | 东区决赛失利  |
| IND  | 2003-04 | 82     | 61     | 21     | .744   | 中央赛区第一名 | 东区决赛失利  |
| IND  | 2004-05 | 82     | 44     | 38     | .537   | 中央赛区第三名 | 第二輪失利    |
| IND  | 2005-06 | 82     | 41     | 41     | .500   | 中央赛区第三名 | 第一轮失利    |
| IND  | 2006-07 | 82     | 35     | 47     | .427   | 中央赛区第四名 | 未進入        |
| DAL  | 2008-09 | 82     | 50     | 32     | .610   | 西南赛区第三名 | 第二輪失利    |
| DAL  | 2009-10 | 82     | 55     | 27     | .671   | 西南赛区第一名 | 第一轮失利    |
| DAL  | 2010-11 | 82     | 57     | 25     | .695   | 西南赛区第二名 | 赢得NBA总冠军 |
| DAL  | 2011-12 | 66     | 36     | 30     | .545   | 西南赛区第三名 | 第一轮失利    |
| DAL  | 2012-13 | 82     | 41     | 41     | .500   | 西南赛区第四名 | 未進入        |
| DAL  | 2013-14 | 82     | 49     | 33     | .598   | 西南赛区第三名 | 第一轮失利    |
| DAL  | 2014-15 | 82     | 50     | 32     | .610   | 西南赛区第四名 | 第一轮失利    |
| DAL  | 2015-16 | 82     | 42     | 40     | .512   | 西南赛区第三名 | 第一輪失利    |
| DAL  | 2016-17 | 82     | 33     | 49     | .402   | 西南赛区第五名 | 未進入        |
| DAL  | 2017-18 | 82     | 24     | 58     | .293   | 西南赛区第四名 | 未進入        |
| DAL  | 2018-19 | 82     | 33     | 49     | .402   | 西南赛区第五名 | 未進入        |
| DAL  | 2019-20 | 75     | 43     | 32     | .573   | 西南赛区第二名 | 第一輪失利    |
| DAL  | 2020-21 | 72     | 42     | 30     | .583   | 西南赛区第一名 | 第一輪失利    |
| IND  | 2021-22 | 82     | 25     | 57     | .305   | 中央赛区第四名 | 未進入        |
| IND  | 2022-23 | 82     | 35     | 47     | .427   | 中央赛区第四名 | 未進入        |
| IND  | 2023-24 | 82     | 47     | 35     | .573   | 中央赛区第三名 | 东区决赛失利  |
| IND  | 2024-25 | 82     | 50     | 32     | .610   | 中央赛区第二名 | NBA總決賽失利 |
| 總計 | 總計    | 1853   | 993    | 860    | .536   |                |               |

## 外部連結
- 里克·卡莱尔任職教練的數據

| 前任： 喬治·厄尔文               | 底特律活塞總教練 2001–2003             | 繼任： 拉里·布朗          |
| 前任： 伊塞亞·托马斯 納特·約克倫 | 印第安那步行者總教練 2003–2007 2021–今 | 繼任： 吉姆·奥布莱恩 現任 |
| 前任： 艾弗里·约翰逊             | 達拉斯獨行俠總教練 2008–2021           | 繼任： 傑森·基德          |